# 藤本AYAY
藤本 AYAY（ふじもと あや、1989年5月21日 - ）は、日本のAV女優、POPSTARグループ所属、グラビアアイドル。

## 経歴
- 着エロ系モデル事務所「ピンキーネット」に所属していて、着エロモデルとしてデビュー。
- 芸名の「AYAY」は、パソコン等のJISキーボードでかな入力をした時、キーの「A」の位置がち、「Y」がんとなる細かい遊び心から。
- 2009年2月25日、アウトビジョンのグループメーカー「美」から『芸能人ガチFUCKデビュー 藤本AYAY』でAVデビュー。

## 作品

### DVD

#### 2007年
- 藤本AYAY〜17の御法度〜（4月26日、オルスタックピクチャーズ）
- アブナイ!Tバック学園の大暴走 （5月18日、日本メディアサプライ）
- 桃色聖春女学園10 （4月28日、レイフル）
- Pink Panic（1）（6月28日、テクニカルスタッフ）
- ヒミツだよ!藤本AYAY（8月27日、オークラ出版）
- アブナイ!Tバック学園の大暴走 Vol.5（11月16日、日本メディアサプライ）

#### 2008年
- アブナイ!Tバック学園の大暴走 Vol.7 （1月18日、日本メディアサプライ）
- アブナイ!Tバック学園の大暴走 Vol.8 （2月15日、日本メディアサプライ）
- アブナイ!!Tバック学園の大暴走Vol.9 （3月21日、日本メディアサプライ）
- 激ヤバ放課後限界TバックVOL.3  （3月28日、シャムロックエンターテイメント）
- アブナイ!Tバック学園の大暴走 Vol.11 （5月16日、日本メディアサプライ）
- アブナイ!!Tバック学園の大暴走Vol.13 （7月18日、日本メディアサプライ）
- 藤本AYAY GOKUERO （8月16日、レイフル）
- お騒がせ現役グラビア アイドルと3Pはいかが!? （9月4日、シーアンドエイチ）
- 激震 （9月30日、クラリス）
- 藤本AYAY おしゃエロ （10月29日、オルスタックピクチャーズ）
- ブルマ図鑑 （10月29日）
- 藤本AYAY VOLTAGE-CLASH （11月28日、オルスタックピクチャーズ）

### アダルトビデオ

#### 2009年
- 芸能人ガチFUCKデビュー 藤本AYAY（2月25日、美）
- 女子校生とセックスするぞ!! 藤本AYAY（3月25日、美）